# رأس علم الروم
رأس علم الروم  أو راس علم الروم، شاطئ جميل يقع على بعد حوالي 12كم شرق مدينة مرسي مطروح  في شمال غرب مصر علي ساحل البحر الأبيض المتوسط.
و المنطقة تعتبر سياحية بالأساس  إذ يوجد بها عدة قري سياحية وسميت باسم «علم الروم» لأن كان يوجد بها حصن للقوات الرومانية ابان الفتح الإسلامي لشمال أفريقيا.

## شارع رأس علم الروم
يعد شارع علم الروم بامتداده من وسط مدينة مرسي مطروح مرورا بمنطقة السواني وحتى الرميلة ومينا حشيش، أكبر تجمع سكاني للسوريين بالمحافظة، وبها أكبر تجمع للسوريين.